# August Franz Essenius
August Franz Essenius, später August Franz von Essen, (* 7. Oktober 1724 in Gommern bei Magdeburg; † 21. Oktober 1792 in Warschau) war ein kursächsischer Legationsrat und Resident am polnischen Hof. Er wurde 1767 als Essenius von Essen in den Reichsadelsstand erhoben.

## Leben
Essenius’ gleichnamiger Vater August Franz Essenius war ein kursächsischer Amtmann in Gommern, seit 1732 in Dresden und 1747 Hof- und Justizrat; die Mutter hieß Anna Rosina, geb. Neugebauer.
Der 1761 zum Legionsrat ernannte August Franz Essenius weilte als kursächsischer Resident 1761 und 1762 in Danzig. Im darauffolgenden Jahr, dem Todesjahr Friedrich Augusts II., der als August III. auch König von Polen war, übernahm Essenius die Residentenstelle in Warschau, die er bis zu seinem Tod behielt.
Seine Berichte an das sächsische Kabinett über die trostlosen inneren Zustände der Republik und über die wahren Absichten der Teilungsmächte, Zeugnisse von einer ungewöhnlichen Schärfe des Blicks und charaktervollem Freimut, trugen wesentlich dazu bei, den Kurfürsten Friedrich August III. von Sachsen zur Ablehnung der ihm 1791 angebotenen Thronfolge in Polen zu bestimmen.